# Інцели

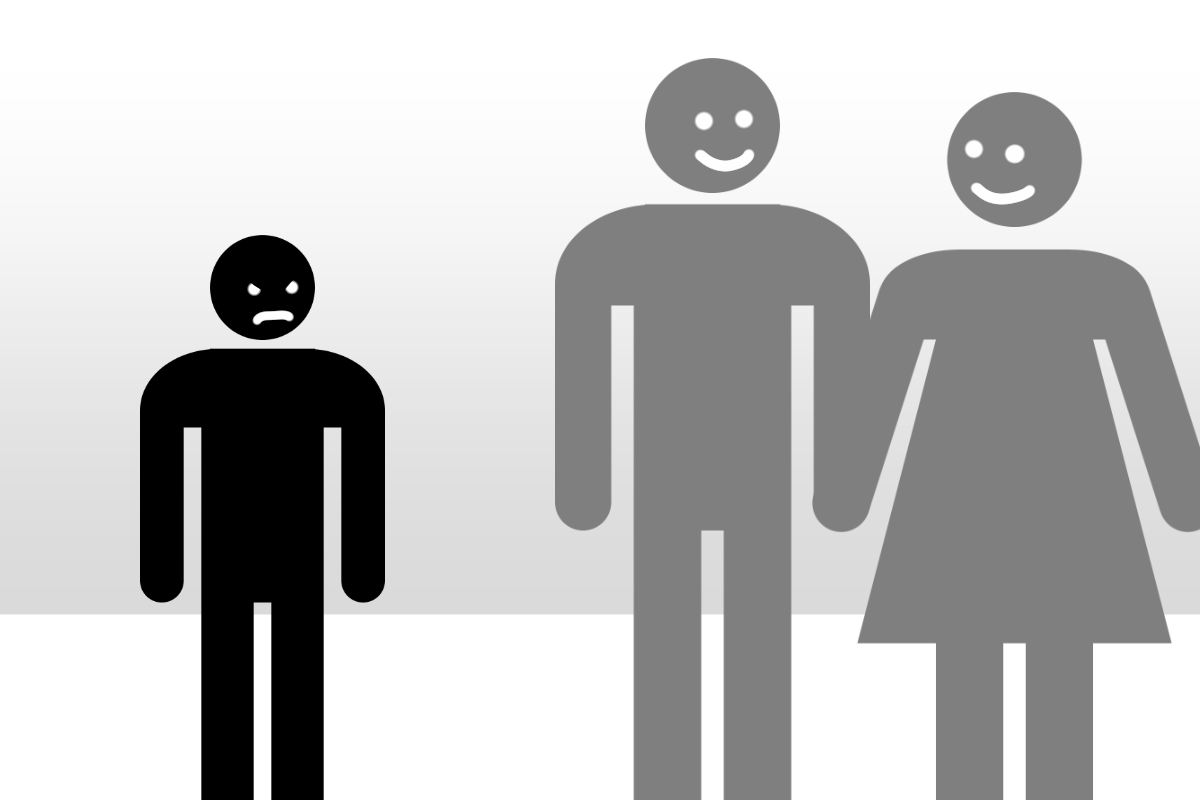

Інце́ли (англ. incels, словозлиття від англ. involuntary celibates — «ті, хто вимушено утримуються (від сексу)») — інтернет-субкультура, члени якої вважають себе нездатними знайти романтичного або сексуального партнера, попри бажання це зробити. Популярна переважно серед білих гетеросексуальних чоловіків. Провину за вимушене утримання чоловіки-інцели часто повністю покладають на жінок, при цьому інколи закликаючи до зґвалтувань. 
Субкультура інцелів часто характеризується образами, жінконенависництвом, мізантропією, жалістю до себе, самоненависництвом, расизмом, відчуттям власного права на секс і підтримкою насильства проти сексуально активних людей. Американська правозахисна організація Southern Poverty Law Center описує субкультуру як «частину онлайн-екосистеми прихильників влади чоловіків» і включає її до списку груп ненависті.

## Ідеологія
Багато інцелів для обґрунтування своєї позиції використовують такі поняття, як генетичний детермінізм та еволюційна психологія. Серед інших концепцій, у які схильні вірити інцели: жіноча гіпергамія, генетична перевага чоловіків над жінками, «правило 80/20» (принцип Парето), яке передбачає, що 80 % жінок відчувають потяг до 20 % найпривабливіших чоловіків; у середовищі інцелів не білої раси — теорія «просто будь білим» (Just Be White, JBW), згідно з якою європеоїди стикаються з меншими проблемами на побаченнях порівняно з представниками інших рас.
Інцели також вважають, що пошук партнера насправді є жорстоким, корисливим та дарвіністським статевим добором, у якому інцели є генетично непридатними, а жінки отримують перевагу за рахунок фемінізму, використання косметики та багатьох інших речей. Інцели можуть пояснювати відсутність успіху в сексуальному житті такими факторами, як сором'язливість, сегрегація за ознакою статі на робочому місці, негативне сприйняття образу тіла, розмір члена, зовнішній вигляд і зазвичай вважають, що найзначущим фактором привабливості потенційного партнера після зовнішнього вигляду є його фінансовий стан. Деякі інцели обґрунтовують свої переконання працями соціального психолога Брайна Гілмартіна та клінічного психолога Джордана Пітерсона.
Спільноти інцелів є частиною ширшої мережі маносфери. Згідно з The New York Times, субкультура інцелів є адаптацією андроцентризму. Газета також писала, що «ця група перетворилася на чоловічий рух, що пропагує супремасизм, до нього входять як самотні, так і одружені чоловіки, які вважають, що жінок необхідно розглядати як сексуальні об'єкти з обмеженими правами». Правозахисна організація Southern Poverty Law Center описує субкультуру як «частину онлайн екосистеми влади чоловіків», яку вони у 2018 році почали додавати до списку груп ненависті. Спільноти інцелів іноді перетинаються з такими групами, як MGTOW, рух за права чоловіків, відеоблогерами, які вважають, що вони відчувають «справжню вимушену самотність» (True Forced Loneliness, TFL), і пікаперами, хоча, принаймні один з вебсайтів маносфери висловлював ненависть до пікапу і звинувачував пікаперів та пікап-тренерів у фінансовій експлуатації інцелів. Існують спостереження, що спільноти інцелів перетинаються з ультраправими групами. Центр аналізу радикального права зазначає, що інцели «є частиною зростаючої тенденції радикально-правих рухів», які страждають від неолібералізму, особливо через розширення прав і можливостей жінок та імміграції.

## Жінки-інцели
Сьогодні існують форуми для жінок-інцелів, також званих «фемцели» (англ. femcels), такі як сабредити /r/Femcels, /r/TruFemcels та /r/ForeverAloneWomen. Однак в інтернет-спільнотах інцелів існують розбіжності щодо того, чи можуть жінки бути інцелами. Деякі стверджують, що чоловіків-інцелів набагато більше, ніж жінок-інцелів, інші стверджують, що жінки взагалі не можуть бути інцелами, ще одні стверджують, що інцелами можуть бути тільки жінки з фізичними вадами, або лише непривабливі жінки, що належать до «нижнього перцентиля з точки зору зовнішності». За даними Антидефамаційної ліги, більшість інцелів самі не вірять, що жінки можуть входити в їх число. Деякі фемцели стверджують, що вони можуть отримати секс на одну ніч, але тільки з чоловіками, які ображатимуть їх або ставитимуться до них зі зневагою.
Жінки, які ідентифікують себе як інцели, мають деякі спільні риси зі інцелами-чоловіками. Наприклад, переконаність у тому, що зовнішній вигляд є найважливішим фактором у пошуку партнера. Проте є і відмінності. За словами журналістки Ізабель Кон, замість злості на чоловіків, які не хочуть з ними зустрічатись, у жінок-інцелів існує тенденція звертати свій гнів усередину.

## Критика
Як мінімум чотири масові вбивства, у результаті яких загинуло 45 людей, були скоєні в Північній Америці чоловіками, які самоідентифікувалися як інцели й згадували пов'язані з ними імена й тексти у своїх власних повідомленнях чи інтернет-записах. Засоби масової інформації і дослідники критикують спільноти інцелів за мізогінний характер, заохочення насильства, поширення екстремістських поглядів і радикалізацію своїх членів. З 2018 року ідеологію інцелів все частіше описують як терористичну загрозу, і напад в лютому 2020 року в Торонто став першим випадком насильства, імовірно пов'язаним з інцелом, який розглядався як терористичний акт.